# Euphorbia ephedromorpha
Euphorbia ephedromorpha là một loài thực vật có hoa trong họ Đại kích. Loài này được Bartlett ex B.L.Rob. & Bartlett mô tả khoa học đầu tiên năm 1907.

## Hình ảnh

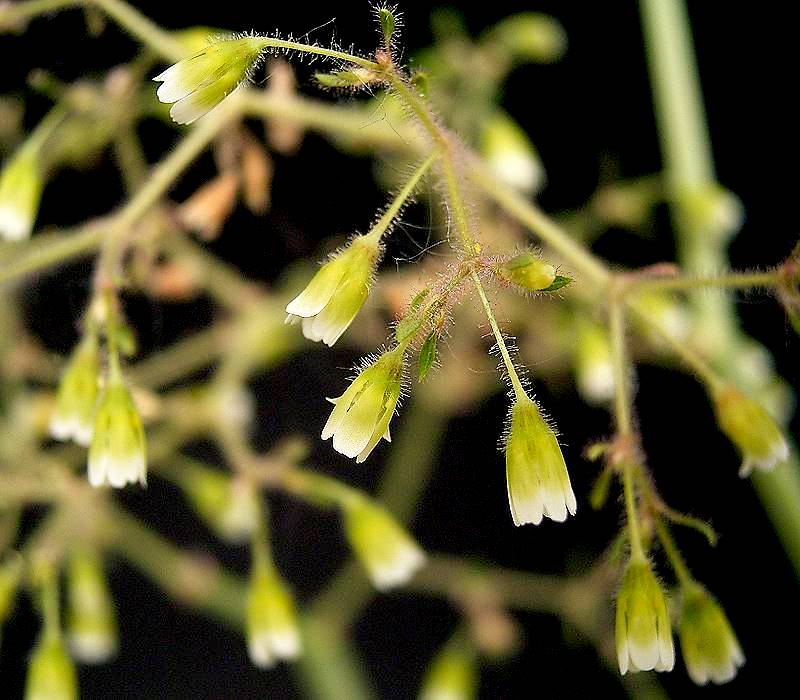
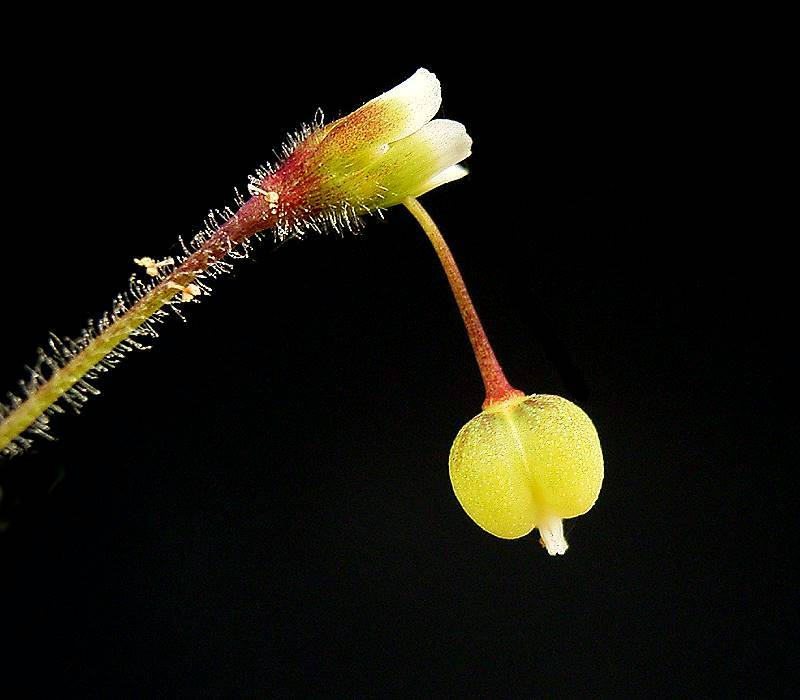
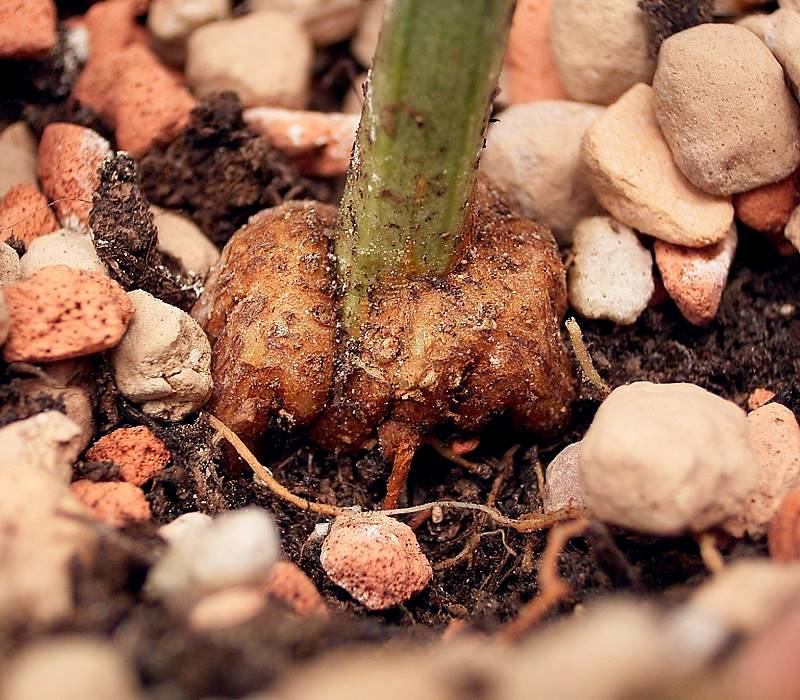
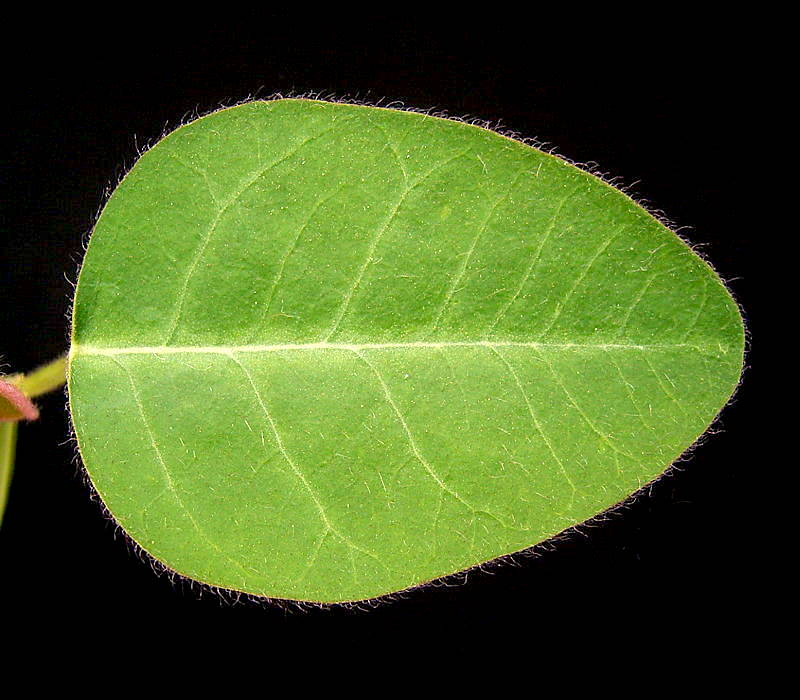